# Дёмин, Олег Алексеевич
Олег Алексеевич Дёмин (укр. Олег Олексійович Дьомін; род. 1 августа 1947, Лопатино, Венёвский район, Тульская область, РСФСР, СССР) — советский и украинский политический деятель, дипломат. Чрезвычайный и Полномочный Посол Украины в России (21 марта 2006—4 апреля 2008). Чрезвычайный и Полномочный Посол Украины в Казахстане (2 августа 2010—сентябрь 2013), лауреат Государственной премии Украины в области науки и техники.

## Образование
Харьковский институт радиоэлектроники (1971), инженер-радиофизик. Высшая партийная школа при ЦК КПУ (1983).
Кандидат экономических наук (2004). Диссертация «Методологические основы регулирования потенциала экономического развития региона» (Харьковский национальный университет имени Каразина).

## Трудовая деятельность
- В 1965—1966 годах — токарь Харьковского завода «Серп и молот».
- С декабря 1966 по октябрь 1969 года — электрослесарь,
- С октября 1969 по ноябрь 1971 года — секретарь комитета Комсомола троллейбусного депа № 2 Харьковского трамвайно-троллейбусного управления.
- С ноября 1971 по май 1976 года — второй секретарь, первый секретарь Коминтерновского райкома ЛКСМУ Харькова.
- С мая 1976 по декабрь 1979 года — второй секретарь, первый секретарь Харьковского горкома ЛКСМУ.
- С декабрь 1979 по февраль 1986 года — второй секретарь Коминтерновского райкома КПУ города Харькова.
- С февраля по июль 1986 года — заместитель генерального директора Харьковского ВО «Стройгидравлика» Министерства строительного, дорожного и коммунального машиностроения СССР.
- С июля 1986 по октябрь 1988 года — первый секретарь Коминтерновского райкома КПУ города Харькова.
- С октября 1988 по октябрь 1991 года — второй секретарь Харьковского горкома КПУ; секретарь Харьковского обкома КПУ.
- С октября 1991 по май 1994 года — заместитель председателя оргкомитета, вице-президент Украинско-Сибирской инвестиционной корпорации («Укрсибинкор») президент фонда «Перспектива ХХ», город Харьков.
- С мая 1994 по июль 1996 года — заместитель председателя Верховной Рады Украины.
- С 8 мая по август 1996 года — и. о. председателя[1], с 8 августа 1996 по 27 октября 2000 года — председатель Харьковской областной государственной администрации[2][3].
- С октября 2000 по январь 2005 года — первый заместитель Главы Администрации президента Украины[4][5].
- 21 марта 2006 по 4 апреля 2008 года — Чрезвычайный и полномочный посол Украины в Российской Федерации.

Был председателем Харьковской областной организации Народно-демократической партии (до сентября 2000 года), заместителем председателя НДП (март 2005— май 2006), членом политисполкома и Политсовета НДП (с февраля 1996 года).
Член Высшего экономического совета президента Украины (июль 1997—ноябрь 2001), секретарь Национального совета по согласованию деятельности общегосударственных и региональных органов и местного самоуправления (с декабря 2000 года); член наблюдательного совета Национального фонда социальной защиты матерей и детей "Украина - детям" (с октября 2001 года).

## Парламентская деятельность
Народный депутат Украины 2-го созыва с апреля1994 (2-й тур) до апрель 1998, Коминтерновский избирательный округ № 371, Харьковская область, выдвинут избирателями. Член Комитета по вопросам бюджета. Член группы "Конституционный центр". На время выборов: Украинско-Сибирская инвестиционная корпорация (город Харьков), вице-президент.
Избран народным депутатом Украины 3-го созыва с марта 1998 от НДП, № 8 в списке. На время выборов: председатель Харьковской областной государственной администрации, член НДП. Снял кандидатуру.

## Семейное положение
Родился в семье военнослужащего. Русский. Женат, имеет дочь.

## Награды и звания
Дипломатический ранг — Чрезвычайный и полномочный посол (декабрь 2010). Посол Украины в Республике Казахстан (2 августа 2010 — 18 июля 2013. Посол Украины в КНР (18 июля 2013 — 17 мая 2019).
Лауреат Государственной премии Украины в области науки и техники (2002). Орден «За заслуги» III (июль 1997), II (июль 2002), I степеней (август 2011). Орден князя Ярослава Мудрого V степени (август 1998).
Почётный гражданин Харьковской области (2012).
Командор ордена Заслуг перед Республикой Польша (3 апреля 2003 года, Польша).